# 栃木県道303号黒磯高久線

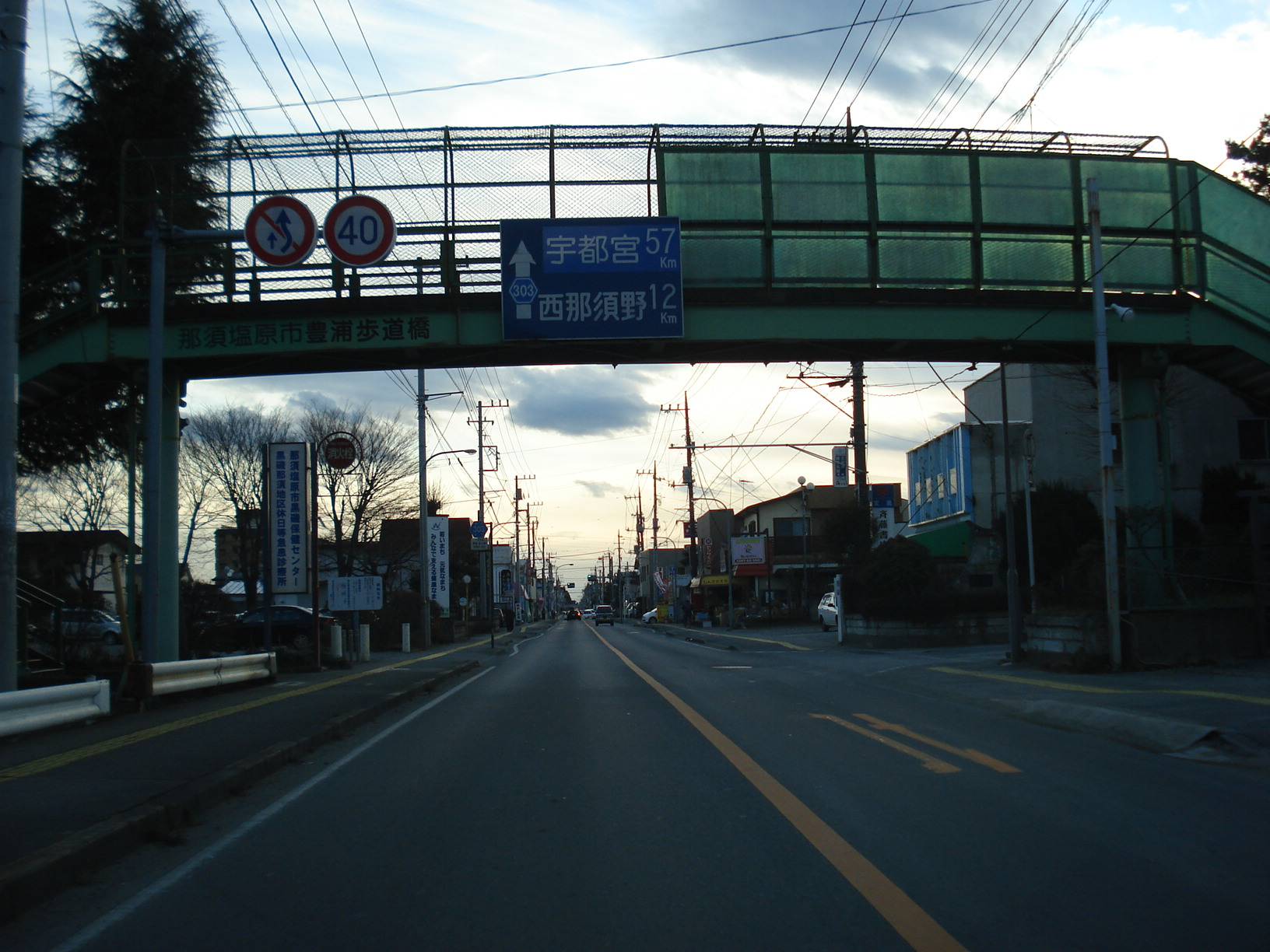
那須塩原市豊町付近（2009年1月）

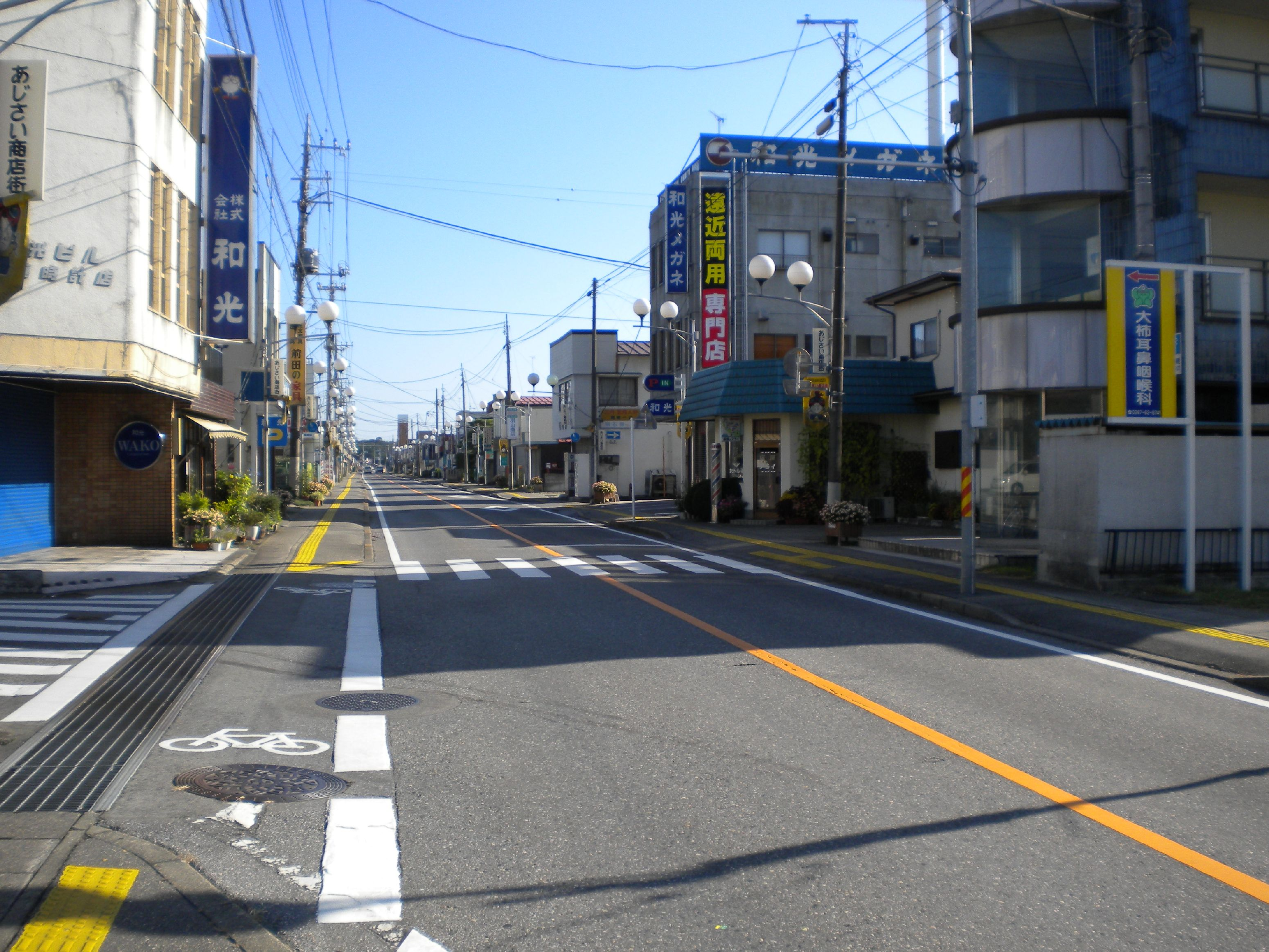
那須塩原市弥生町付近（2010年9月）

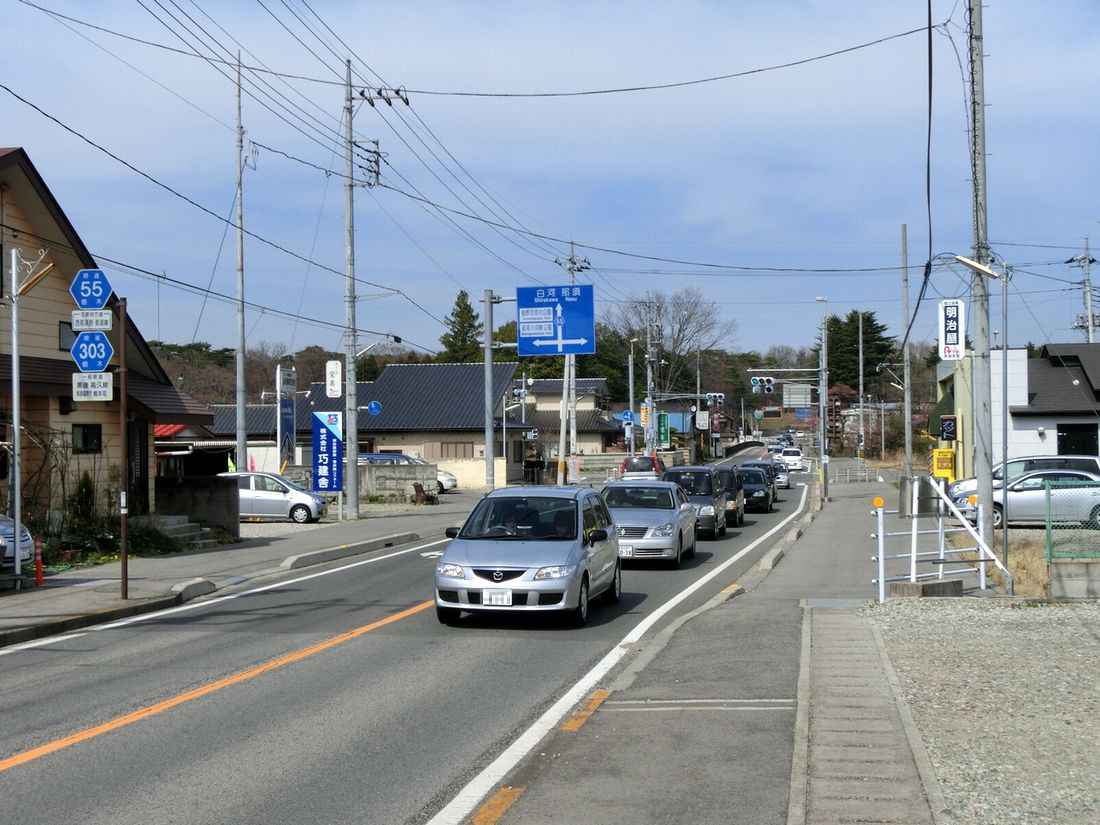
那須塩原市本郷町付近（県道55号との重複区間）

栃木県道303号黒磯高久線（とちぎけんどう303ごう くろいそたかくせん）は栃木県那須塩原市から那須郡那須町までを結ぶ一般県道である。
国道4号の旧道であり、黒磯バイパス開通により県道に降格となった。

## 概要

### 路線データ
- 総延長：7.862km[1]
- 実延長：6.584km[1]
- 起点：栃木県那須塩原市上大塚新田（大塚新田交差点＝国道4号交点）
- 終点：栃木県那須郡那須町大字高久甲（弓落交差点＝国道4号交点）
- 認定：1980年（昭和55年）3月11日

## 歴史

### 年表
- 1932年（昭和7年）7月 - 那珂川に新しい晩翠橋(現橋)が架けられ、橋の北側約100mと南側の約300mのクランク状であった路線が変更され、道路は直線状となった。
- 1963年（昭和38年）3月　- 黒磯町下厚崎の東北本線を渡る陸羽街道踏切の除却のため、黒磯跨線橋(厚崎陸橋)が開通し、直線的であった約1.2kmの路線が踏切を避け膨らむように変更された。
- 1980年（昭和55年）3月11日 - 一般県道として認定。

## 路線状況

### 通称
奥州街道（陸羽街道）
このルートが旧国道4号でありかつての奥州街道（陸羽街道）に該当する。

### 交通量
24時間自動車類交通量（台/日）
- 那須塩原市下厚崎200-68：14,956

### 重複区間
- 栃木県道55号西那須野那須線（那須塩原市豊浦豊町交差点-那須町那須分岐点交差点）

## 地理

### 通過する自治体
- 栃木県
  - 那須塩原市 - 那須郡那須町

### 交差する道路
| 交差する道路                                           | 交差する道路            | 交差点名   | 交差点名           |
| ------------------------------------------------------ | ----------------------- | ---------- | ------------------ |
| 国道4号（奥州街道） 宇都宮・矢板方面                   |                         |            |                    |
| -                                                      | 国道4号（黒磯バイパス） | 那須塩原市 | 大塚新田           |
|                                                        | -                       | 那須塩原市 | 文化会館           |
|                                                        |                         | 那須塩原市 | 那須塩原市役所入口 |
|                                                        | 県道34号黒磯黒羽線      | 那須塩原市 | 共墾社             |
| 県道55号西那須野那須線 県道369号黒磯田島線（板室街道） |                         | 那須塩原市 | 豊浦豊町           |
| -                                                      | 県道235号黒磯停車場線   | 那須塩原市 | 黒磯駅前           |
| 県道17号那須高原線（那須街道）                         | 県道178号稲沢高久線     | 那須町     | 那須分岐点         |
| -                                                      | 県道211号豊原高久線     | 那須町     | （大字高久甲地内） |
| 県道17号那須高原線（バイパス）                         | -                       | 那須町     | （大字高久甲地内） |
| -                                                      | 国道4号（黒磯バイパス） | 那須町     | 弓落               |
| 国道4号（奥州街道） 郡山・白河方面                     |                         |            |                    |